# Ясюкович, Игнатий Игнатьевич
Игна́тий Игна́тьевич Ясюко́вич (пол. Ignacy Jasiukowicz; 1 ноября 1847, Ковно — 26 августа 1914, Кутно, Лодзинское воеводство) — российский промышленник польского происхождения, директор, инженер Путиловского завода, затем управляющий делами Южно-Русского Днепровского металлургического общества.

## Биография
Родился 1 ноября 1847 года в городе Ковно. Из семьи потомственных дворян, мелких землевладельцев.
Начал гимназическое образование в Ковно, а окончил в Вильно, куда ему пришлось перевестись по причине недовольства местных русских властей его инакомыслием.
В 1869 году окончил Санкт-Петербургский практический технологический институт (механическое отделение) со званием технолога 1-го разряда и командирован институтом за границу.
В 1872 году руководил в технологическом институте проектированием. Профессиональный путь начал на государственной железной дороге Козлов-Воронеж-Ростов.
В связи с компанией по организации строительства отечественных паровозов, как одарённый инженер был отправлен на обучение на предприятия Германии и Бельгии. Через полтора года вернулся в Россию, где принял пост инженера механического отделения возводимой Рязанско-Уральской железной дороги. Одновременно занял должность доцента на кафедре строительства машин в Санкт-Петербургском технологическом институте.
В 1884 году возглавил Путиловские предприятия в Петербурге.
С 1888 года — директор-распорядитель Днепровских металлургических предприятий в Каменском. В течение 15 лет работы в Каменском, на средства Днепровского общества, строились больницы, дороги, дома для служащих и рабочих, спортивные площадки, парки. При клубах создавались библиотеки художественной и научно-популярной литературы, которыми могли пользоваться работники предприятий и их семьи. Устраивались увеселения, любительские спектакли, балы. Возникали благотворительные общества, численность членов которых в 1913 году превышала 1000 человек. Все работники пользовались бесплатной медицинской помощью и лекарствами. Преподавательский персонал гимназий преимущественно содержался также на средства общества. Каменское превратилось в настоящий город со всеми культурными учреждениями, число жителей выросло с 2000 в 1888 году до более 40 000 в 1913 году. Руководил рудниками общества в Криворожском рудном районе, консультировал строительство Гданцевского чугунолитейного завода.
В 1903 году переехал в Петербург, получив назначение председателя правления Южно-Русского Днепровского металлургического общества.
Умер 26 августа 1914 года в Кутно.

## Семья
Жена Бронислава Лабунская. Сьіновья - Станислав - известньій польский економист и политик. Во время немецкой оккупации Польши член подпольного польського правительства (министр финансов, промьішленности и сельского  хозяйства). 27 марта 1945 года арестован НКВД, вместе с другими пятнадцатью членами правительства.  Осужден в рамках процесса шестнадцати членов польського подпольного кабинета на пять лет исправительно - трудовьіх лагерей. Умер в Бутьірской тюрьме в 1946 году. Ян, Игнаций и Павел (умер в 1894 году в пять лет  от скарлатиньі, по другим данньім от пневмонии) - имели врожденную умственную отсталость. После смерти отца  двое меньших сьіновей находились на попечении старшего брата.
Ясюкович Казимир - двоюродньій брат.
Ясюкович Игнатий Казимирович - троюродньій племянник, инженер.

## Награды
- орден Святого Владимира 3-й и 4-й степени[3];
- Орден Святой Анны 2-й и 3-й (1883)[4] степени[3];
- Большой Офицерский Крест Короля Леопольда II Бельгийского.